# S/2006 S 1
S/2006 S 1 é um satélite natural de Saturno. Sua descoberta foi anunciada por Scott S. Sheppard, David C. Jewitt, Jan Kleyna, r Brian G. Marsden em 26 de junho de 2006, a partir de observações feitas entre 4 de janeiro de 2006 e 30 de abril de 2006.
S/2006 S 1 tem cerca de 6 km de diâmetro, e orbita Saturno a uma distância média de 18 930 200 km em 972,407 dias, com uma inclinação de 154,2° com a eclíptica (175,4° com o equador de Saturno), em uma direção retrógrada com uma excentricidade de 0,1303.